# Aeropuerto Comandante Espora
Aeropuerto Comandante Espora (IATA: BHI, ICAO: SAZB), ook wel bekend als Bahía Blanca Airport, is een binnenlandse luchthaven in Bahía Blanca, Argentinië.

## Militair gebruik
Espora is de belangrijkste basis van de Argentijnse marineluchtvaart. Vlakbij is het museum van de marineluchtvaart met historische toestellen van de Argentijnse marine en zelfs een nagemaakt vliegdek van een vliegdekschip.